# Илийский край

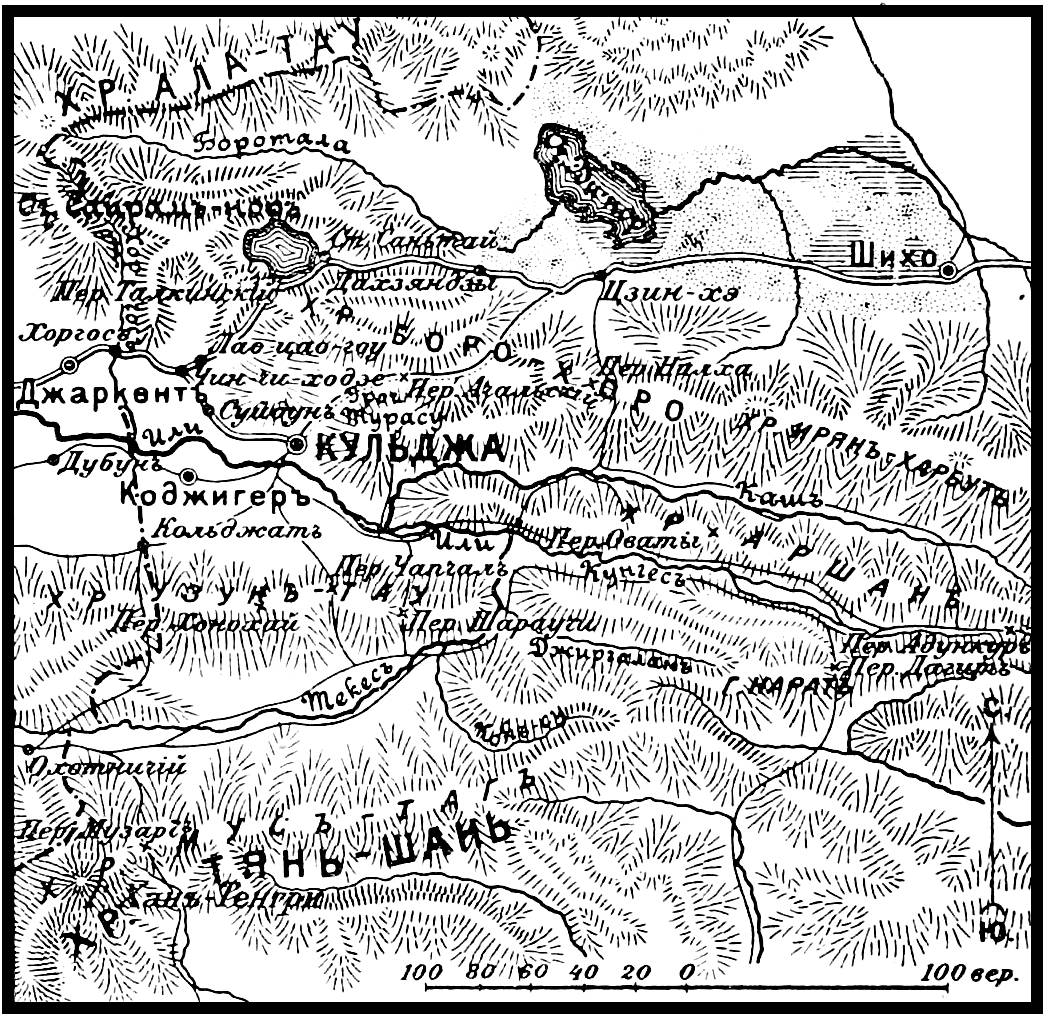
Илийский край
(карта из «Военной энциклопедии»)

Или́йский край (кит. Или-хо) — область в империи Цин, находившаяся в 1871—1881 гг. в составе Туркестанского военного округа Российской империи. Край был присоединён к России в результате введения русских войск в регион в ходе уйгуро-дунганского восстания против властей империи Цин в Синьцзяне. Спустя 10 лет, 80 % занятой территории было возвращено империи Цин согласно договору «Об Илийском крае» 1881 года в обмен на компенсацию России расходов, связанных с десятилетним периодом управления краем. Оставшиеся 20 % были переданы Российской империи для расселения беженцев и несогласных с китайской политикой в регионе: ныне это территории на востоке Алматинской области Казахстана.

## Расположение и описание
Илийским краем называется географический регион в долинах реки Или и её притоков Текес, Икутес и Каш. Регион обладает плодородными почвами, его население составляло около 150 тысяч жителей. Основным городом края является Кульджа.

## История

### Перед занятием

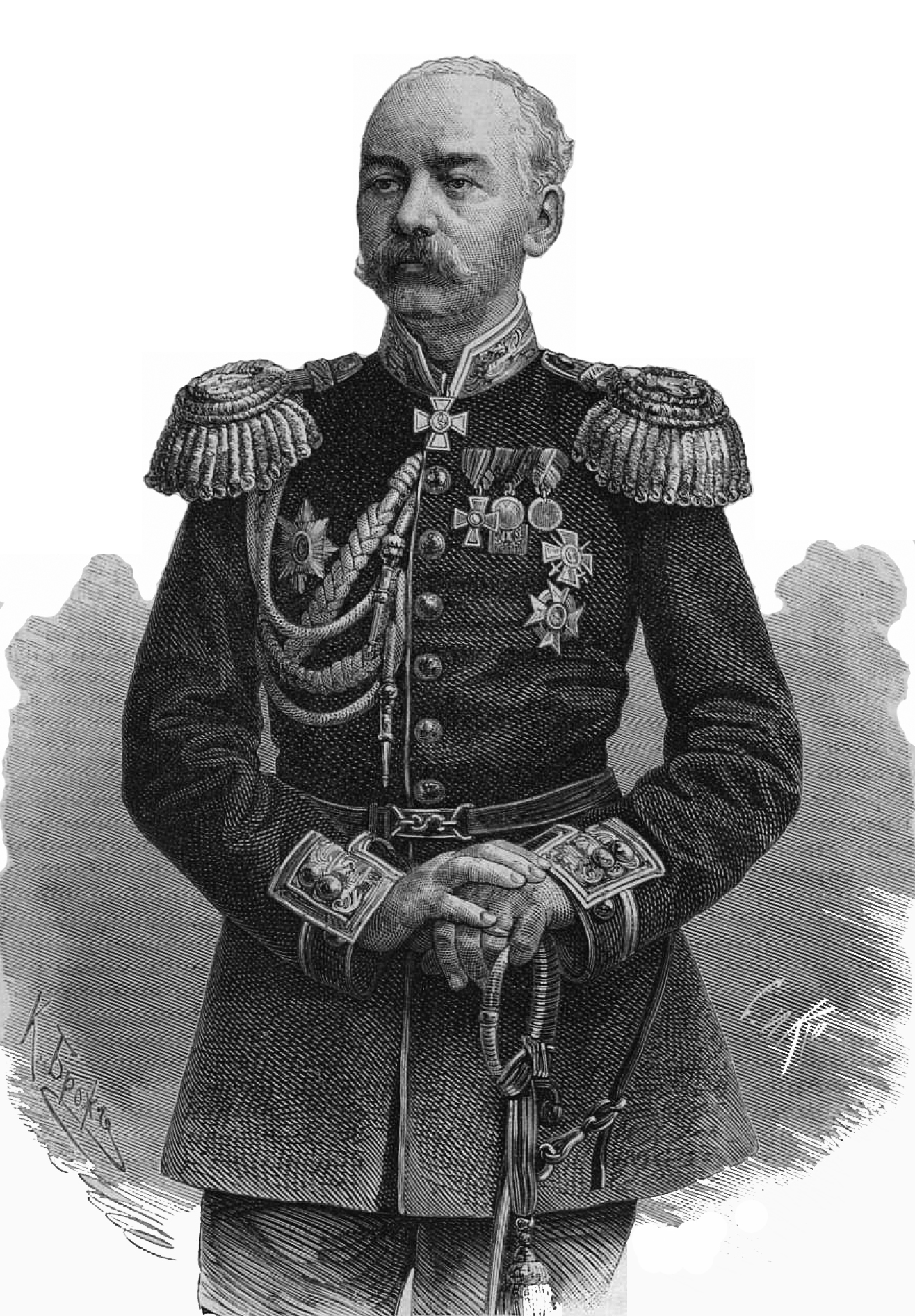
Туркестанский губернатор Константин Кауфман

Кульджинский султан Абиль-оглы

В начальном периоде уйгуро-дунганского восстания против китайских властей в Синьцзяне в 1864—1865 годах Российская империя заняла позицию невмешательства во внутренние дела Западного Китая. В итоге этих событий восставшие мусульманские народы свергли власть империи Цин в регионе и создали несколько государственных образований феодально-теократического характера. Одним из них являлся расположенный в непосредственной близости от русских владений Кульджинский или Таранчинский султанат.
Отношения Кульджинского султаната с властями Российской империи оставались напряжёнными. Территория султаната предоставляла убежище беглецам и государственным преступникам с территории России, нередкими были случаи нарушения границ и грабежа подданными султаната в российских пределах, на которые кульджинские власти смотрели без особого желания их пресечения. В мае-июне 1870 года туркестанский генерал-губернатор Константин Кауфман посетил Семиреченскую область, и сделанные им выводы стали причиной изменения политического курса России в Центральной Азии. Вернувшись в Ташкент Кауфман 14 августа 1870 года написал государственному канцлеру А. М. Горчакову о необходимости ввода русских войск в пределы Илийского края для стабилизации положения в регионе и создания благоприятных условий для торговли.
Формальным поводом к вторжению послужило укрытие Кульджинским султаном Абиль-оглы бежавшего из Семиреченской области казахского старшины Тазабека, поднявшего мятеж против русской администрации. В начале 1871 года в Кульджу для выяснения условий передачи беглеца был направлен капитан Каульбарс. Султан, приняв капитана, пообещал содействовать ему. Однако позже в личном послании губернатору Семиречья Герасиму Колпаковскому, согласно его содержанию, султан фактически отказался от обещаний, отверг условия допуска торговцев из России в пределы султаната, потребовал вывода русского военного отряда из недавно занятого Музартского прохода в Тянь-Шане, а также высказал претензии на бассейн реки Борохудзир.
Колпаковский в январе 1871 года попросил у Туркестанского губернатора разрешения «занять Кульджу, чтобы наказать султана за его коварство и угрозы», но получил отказ губернатора Кауфмана.
С учётом общих интересов Российской империи в регионе, включая удержание Музартского прохода, Александр II дал разрешение на начало кампании против Кульджинского султаната при условии привлечения к процессу занятия края китайских жителей и чиновников. В туркестанской администрации рассматривалась та же возможность применения сил китайских эмигрантов, но эта идея оказалась неэффективной и была отвергнута.

### Занятие края

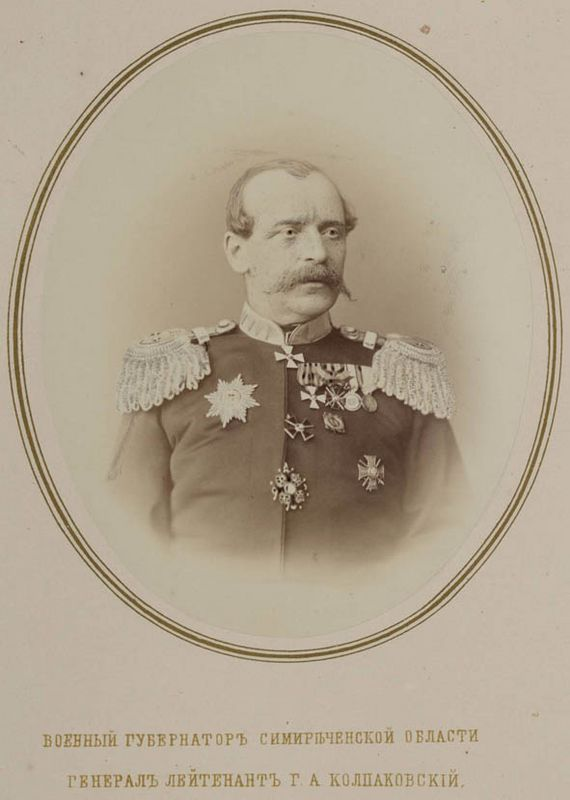
Герасим Колпаковский, семиреченский губернатор и начальник отряда, занимавшего Илийский край

14 июня 1871 года русские войска под командованием Колпаковского выступили из Борохудзира на Кульджу. 20 июня 1871 года, накануне подхода русских, в Кульдже произошло восстание китайцев. 22 июня султан Абиль-оглы вручил командующему русской военной экспедицией генералу Г. А. Колпаковскому ключи от Кульджи. Население новосозданного Илийского края признало новую русскую администрацию. Исключение составили казахи-кызаи, которые ушли со стадами за хребет Талки на Боро-Талу, но уже на следующий день, 23 июня, получили грозное предупреждение Г. А. Колпаковского и вернулись с повинной.

### Преобразование края
Территория Илийского края была разделена на 4 участка, власть в которых перешла к русским офицерам отряда Колпаковского. Местное управление кочевых народов было оставлено за их племенными вождями, а среди китайцев, уйгуров, дунган были проведены выборы местных правителей. Султан Абиль-Оглы был переправлен в Верный 17 июля 1871 года.

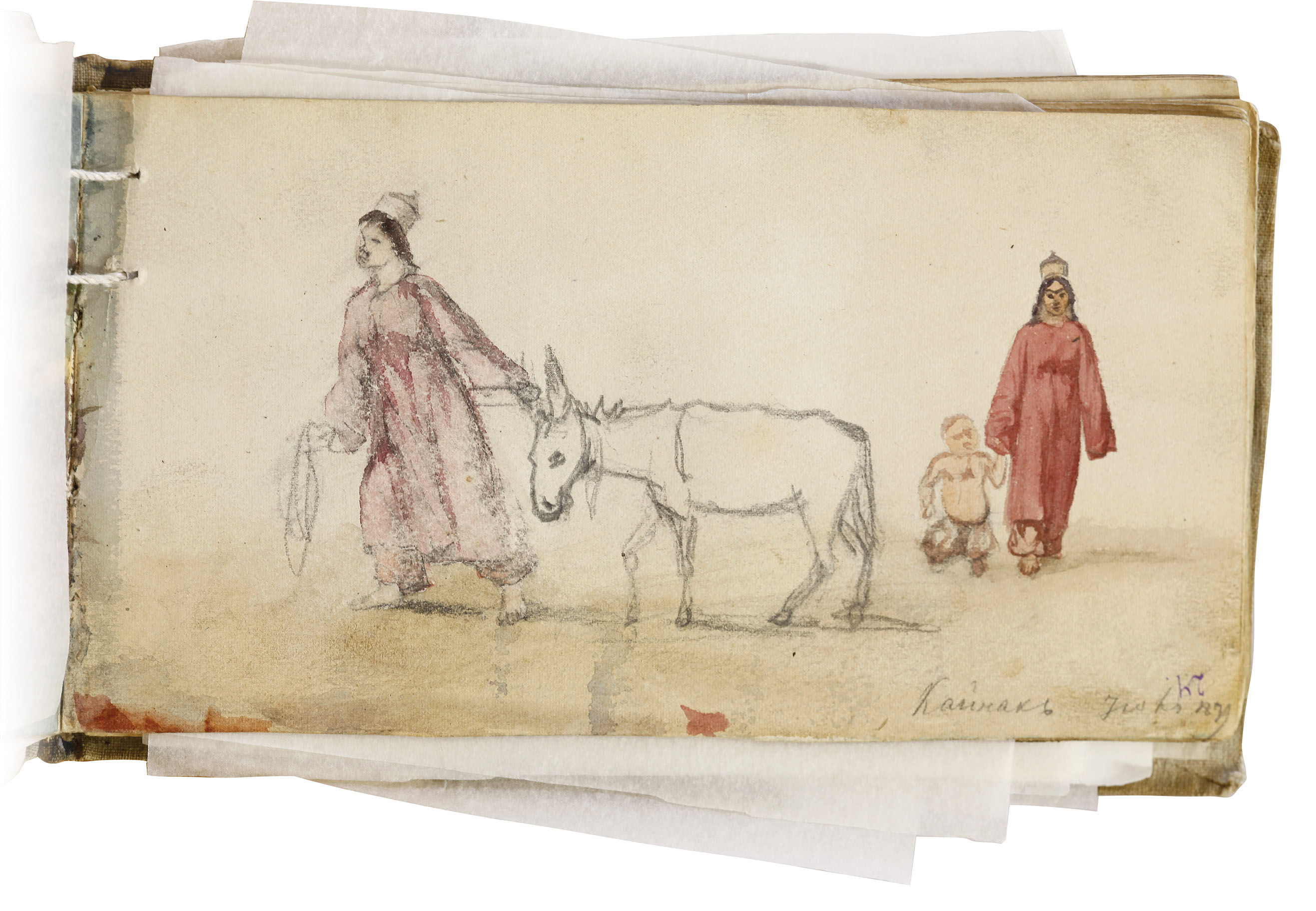
«Зарисовка из Кайнака во время экспедиции в Кульджу 1879 года» из путевого альбома Н. Г. Хлудова. Государственный музей искусств Республики Казахстан имени Абылхана Кастеева.
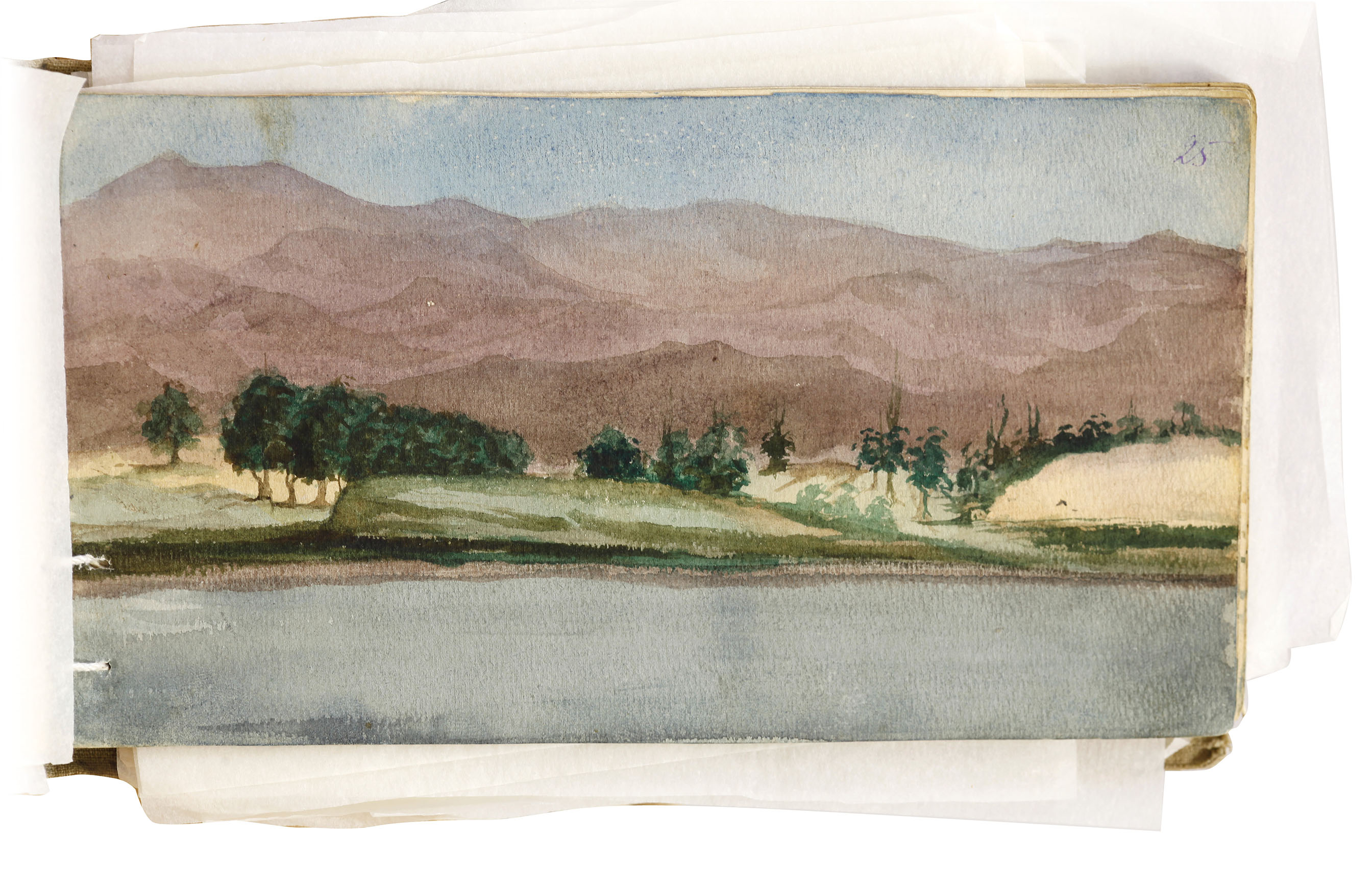
«Река Или в районе Кайнака», 1880 г., из путевого альбома Н. Г. Хлудова. Государственный музей искусств Республики Казахстан имени Абылхана Кастеева.

## Переговоры о возвращении края империи Цин

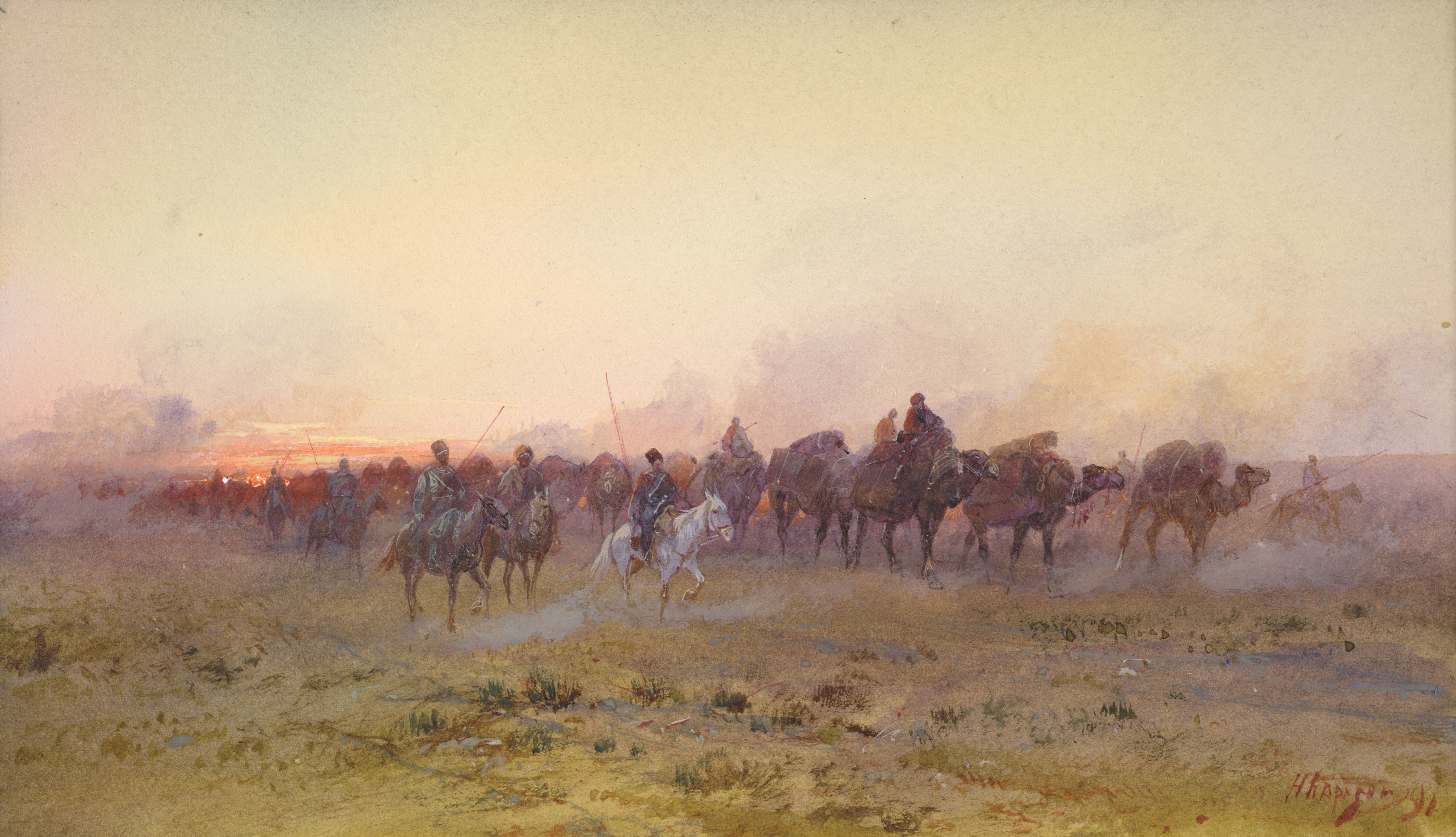
Переселение илийских уйгуров на российскую территорию под конвоем казаков. Каразин Н. Н.

Одним из основных противников Илийского края выступила Кашгария (Йеттишар) во главе с Якуб-беком — другое государство, созданное по итогам антикитайских восстаний. Но Якуб-бек отказался от идеи начать с Россией боевые действия и в 1872 году вступил в переговоры с туркестанским губернатором Кауфманом, окончившиеся подписанием взаимовыгодного торгового договора. С 1873 года государственное образование Якуб-Бека попало под влияние англичан, которые оказывали Якуб-беку военную и дипломатическую помощь с целью противостояния его государства и России, и Китаю.
Цинские войска под командованием Цзо Цзунтана в начале 1870-х годов подавили восстание дунган в Шэньси и Ганьсу, и в 1875 году начали боевые действия против Якуб-Бека, медленно продвигаясь вглубь его владений. В 1877 году Якуб-Бек умер, что спровоцировало падение боеспособности армии Кашгарии и в 1878 году силы цинских властей окончательно заняли её территорию. В этих условиях китайцы вошли в прямое соприкосновение с Илийским краем и Россия была поставлена в необходимость вернуть край Китаю. Для переговоров в Петербург был направлен китайский посол Чун Хоу, а в сентябре 1879 года он направился вслед за русским царём в Ливадию, где 20 сентября Чун Хоу и министр иностранных дел России Николай Гирс подписали Ливадийский договор, согласно которому за Россией сохранялся небольшой западный участок Илийской долины в районе реки Текес и Музартского прохода, а в качестве возмещения расходов России по оккупации и управлению краем Китай принимал обязательство выплатить России 5 млн рублей.
Ливадийский договор не был ратифицирован китайской стороной в Пекине, преимущественно по причине уступки части территории края России. В 1879—1880 годах напряжение на границах России и Китая возросло, так как обе стороны наращивали силы и готовились к масштабной войне. В Бохайский залив была введена русская эскадра под командованием адмирала Лесовского.
В Санкт-Петербург из Китая был направлен новый посол Цзэн Цзицзэ. 24 февраля 1881 года им был подписан Петербургский договор, согласно которому передаваемый России участок был урезан до минимума, и оставлен только «для поселения в оной тех жителей этого края, которые примут российское подданство», а денежная компенсация России со стороны Китая возрастала до 9 млн рублей. Также были оговорены условия полной амнистии всех участников антикитайского восстания 1860-х годов.

## Передача
Русская администрация управляла краем до 1881 года. После долгих дипломатических переговоров и согласования условий край был возвращён империи Цин согласно договору «Об Илийском крае» от 24 февраля 1881 года в обмен на компенсацию Китаем России расходов, связанных с десятилетним периодом управления краем. 80% уйгуров после передачи края Китаю переселились в русское Семиречье, где получили от русской администрации землю для расселения.